# Robert Isaakowitsch Schechter
Robert Isaakowitsch Schechter (russisch Роберт Исаакович Шехтер; * 1947 in Charkow) ist ein sowjetisch-ukrainischer Physiker und Hochschullehrer.

## Leben
1965 schloss Schechter das Physik-Studium an der Universität Charkow mit den Schwerpunkten Theoretische Physik und Festkörperphysik ab. Nach der Aspirantur bei Emanuil Kaner wurde er mit seiner Kandidat-Dissertation Resonanzverstärktes elektromagnetisches Feld in Halbleitern 1970 Cum Laude zum Kandidaten der Physikalisch-Mathematischen Wissenschaften promoviert.
1971 trat Schechter als Juniorwissenschaftler in das Physikalisch-Technische Werkin-Institut für Tieftemperaturphysik der Ukrainischen Akademie der Wissenschaften in Charkow ein. 1977 wurde er mit seiner Dissertation Ladungsquantisierung und Stromzustände in granularen Medien zum Doktor der Physikalisch-Mathematischen Wissenschaften mit Spezialisierung auf Festkörperphysik promoviert. 1979 wurde er Seniorwissenschaftler im Werkin-Institut. 1983–1985 beteiligte er sich an der Physik-Winterschule für junge Physiker in Swerdlowsk. 1987 wurde er mit seiner Habilitationsschrift Punktkontaktspektroskopie von Festkörpern zum Professor ernannt. 1989–1990 hielt er Vorlesungen über Supraleitung am Polytechnischen Institut in Charkow.
1991 ging Schechter als Universitätslektor für Theoretische Physik an die Universität Göteborg (GU) und las dort bis 1999. 1991 und 1993 verbrachte er jeweils zwei Monate als Gastwissenschaftler an der Universität von Minnesota. 1993 und in späteren Jahren besuchte er das Georgia Institute of Technology. 1993 wurde er Mitherausgeber des Journal of Low Temperature Physics und Gutachter der Soros Foundation. 1995 wurde er Dozent an der Chalmers-Technischen Hochschule (CTH) in Göteborg und 2000 Professor an der CTH und GU. Er ist Fellow des Centre for Advanced Study at the Norwegian Academy of Science and Letters. Seine wissenschaftliche Arbeit in Göteborg schloss sich nahtlos an seine Arbeitsschwerpunkte in Charkow an. Er veröffentlichte eine Vielzahl von Fachaufsätzen in hochrangigen internationalen Fachzeitschriften, die vielfach zitiert wurden.